# Орден Святого Станислава (Российская империя)

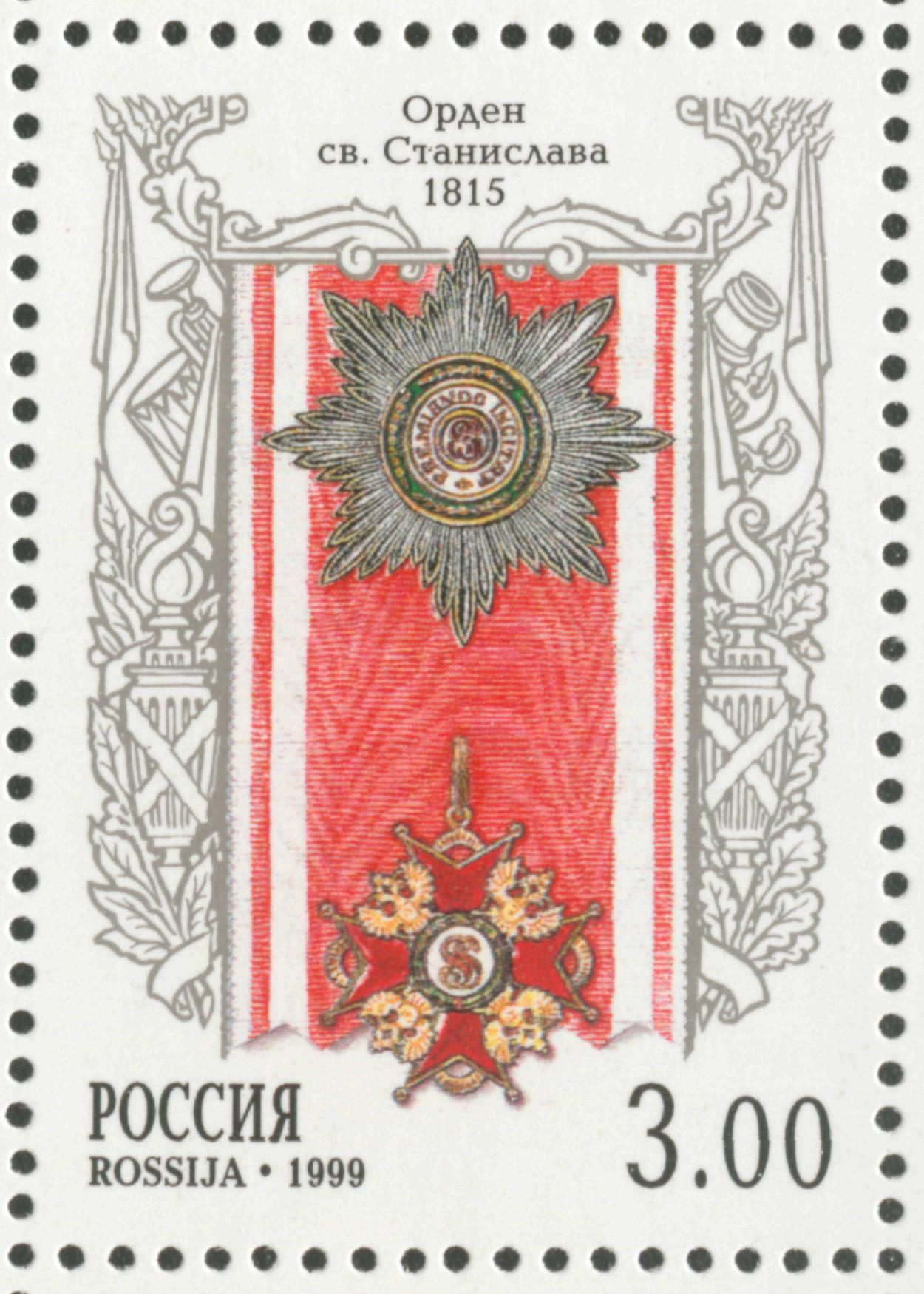
Почтовая марка России, 1999 год

Императорский и Царский Орден Святого Станислава — орден Российской империи с 1831 до 1917 года. Самый младший в иерархии орденов Российской империи, главным образом для отличия чиновников.

## История
Учреждён 7 мая 1765 года королём польским и великим князем литовским Станиславом Августом Понятовским. Был наградой Речи Посполитой, Варшавского герцогства, Царства Польского. См. историю ордена в польский период в статье Орден Святого Станислава (Польша).
В 1831 году, после подавления польского восстания 1830—1831 годов, наряду с польским орденом Белого орла был причислен к орденам Российской империи. Управление орденом и вопросы награждения были переданы из Варшавы в Санкт-Петербург.
В 1832 году с него убрали изображение Св. Станислава, заменив его вензелями SS, а одноглавые польские орлы на орденском кресте были заменены на двуглавых орлов Российской империи.
В 1839 году Николай I издал новый Статут ордена, согласно которому он теперь разделялся на три степени, а награждён мог «любой подданный Российской Империи и Царства Польского» как за военные и гражданские отличия, так и за частные заслуги, например благотворительность. Знак ордена второй степени разделялся на два вида: крест, украшенный императорской короной, и крест без короны (разделение было упразднено в 1874 году).
С 1844 года на знаках ордена, жалуемых лицам нехристианского вероисповедания, изображение вензелевого имени Святого Станислава стало заменяться чёрным императорским российским орлом.
Орден Св. Станислава 3-й степени стал самым младшим в порядке старшинства российских орденов и вручался чаще других. Его получали многие военные и статские, прослужившие установленные сроки и имевшие чины не ниже 12-го класса: пример такого награждения изображён Павлом Федотовым на знаменитой картине «Свежий кавалер». При учреждении орден любой степени предоставлял права потомственного дворянства, однако в среде дворянства возникло недовольство от слишком большого числа новых дворян из числа купцов и мелких служащих. В 1845 году высочайшим повелением было приостановлено награждение 2-й и 3-й степенями. Возобновились награждения лишь с 28 июня 1855 года, но с этого времени право потомственного дворянства предоставляла только 1-я степень ордена Св. Станислава.
С 1855 года к знакам ордена за военные отличия присоединялись два накрест лежащих меча. В случае награждения тем же орденом более высокой степени за невоенные заслуги, мечи помещались в верхней части креста и звезды.
С 1874 года отменено украшение знака ордена императорской короной, но получившие такие ордена ранее сохранили право носить их с короной.
После Февральской революции орден не был упразднён. Временное правительство России сохранило орден Святого Станислава, изменив его внешний вид: императорских орлов сменили республиканские.
С 1917 года награждение этим орденом в советской России было прекращено. При этом главы Российского Императорского дома в изгнании продолжили награждать Императорским и Царским Орденом Св. Станислава. О награждениях Императорским и Царским Орденом Св. Станислава после 1917 года см. статью Пожалования титулов и орденов Российской империи после 1917 года. Видимым отличием ордена Российского Императорского Дома как династической собственности и награды от так называемых «международных общественных наград» с похожим названием является приставка «Императорский и Царский», которая следует перед термином «орден Св. Станислава».

## Степени ордена и правила ношения
- I степень — серебряная звезда и большой золотой крест на ленте у левого бедра.
- II степень — золотой крест меньшего размера на шейной ленте.
- III степень — маленький золотой крест на груди, в петлице.

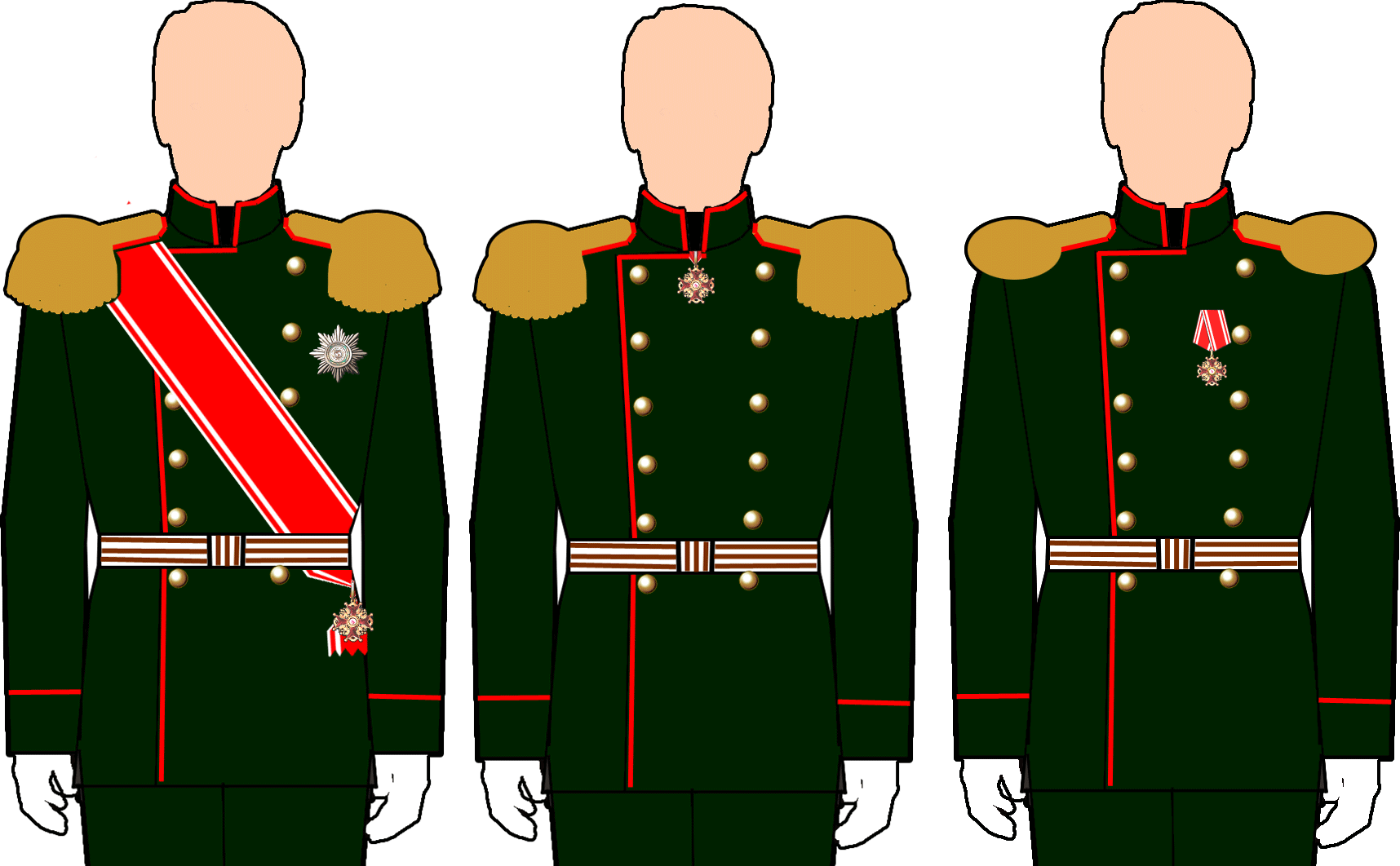
Правила ношения степеней ордена Святого Станислава (слева направо с 1-й по 3-ю)

- IV степень (до 1839 года).

## Статутордена
Извлечения из Учреждения орденов и других знаков отличия, изд. 1892 года:

- Орден Св. Станислава имеет три степени, которых знаки суть:

1) ПЕРВАЯ СТЕПЕНЬ. Крест золотой, покрытый с лицевой стороны красною финифтью, о четырёх концах, из которых каждый разделён ещё на два острых конца; по краям всего креста двойная золотая кайма; на восьми острых концах золотые шарики; а между сими концами, в их соединении, золотые полукруги, имеющие вид полосатых раковин; в средине же, на белом финифтяном круглом щите, обведённом золотою каймою, с зелёным на ней венком, латинский вензель Св. Станислава, красного цвета: SS; а около щита на углах креста, с четырёх сторон, золотые Российские двуглавые орлы. Задняя сторона креста вся золотая с белым финифтяным, круглым, посреди, щитом, на котором изображён тот же вензель SS.
Он носится на волнистой ленте красного цвета, шириною в два с половиною вершка, с двойною белою с обеих сторон каймою, чрез правое плечо, со звездою, на левой стороне груди.
Звезда серебряная, о восьми лучах; посредине её большой белый круглый щит, обведённый широкою зелёною полосою с двумя золотыми по обеим сторонам каймами, из которых внутренняя уже, а наружная шире; на зелёной полосе лавровые золотые ветви, связанные посредине каждой двумя цветками; посредине щита, в малом золотом обруче, красными буквами вензель Св. Станислава: SS; а около обруча, в белом поле, золотыми буквами, девиз ордена: Praemiando incitat (награждая поощряет), разделённый сверху золотым же цветком.
2) ВТОРАЯ СТЕПЕНЬ. Крест того же вида, какой установлен для первой степени, но меньшей величины, носится на шее, на такой же ленте, шириною в один вершок.
3) ТРЕТЬЯ СТЕПЕНЬ. Такой же крест ещё меньшей величины, носимый в петлице, на такой же ленте, шириною в пять восьмых вершка.
- На звезде и крестах всех степеней, жалуемых не-христианам, вместо вензелевого изображения имени Св. Станислава, изображается Императорский Российский орёл.
- К знакам, жалуемым за военные, против неприятеля, подвиги, присоединяется по два, накрест лежащих, меча: посредине креста и звезды.
- Кавалеры ордена Св. Станислава третьей степени с мечами, состоящие в военных чинах, присоединяют к знакам его бант из орденской ленты.
- Кавалерам ордена Св. Станислава — назначаются пенсии: 30 кавалерам 1-й ст. по 143 руб., 60 кавалерам 2-й ст. по 115 руб., 90 кавалерам 3-й ст. по 86 руб.

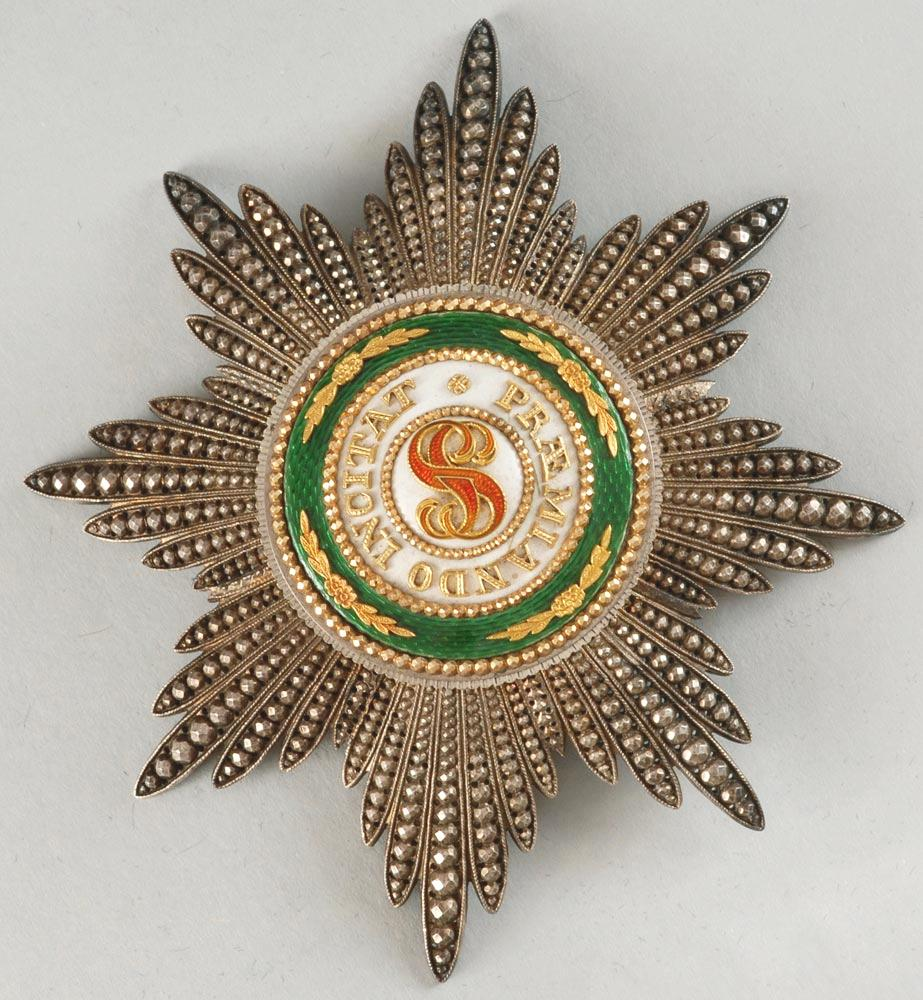
Звезда Императорского и Царского Ордена Св. Станислава с бриллиантовой огранкой
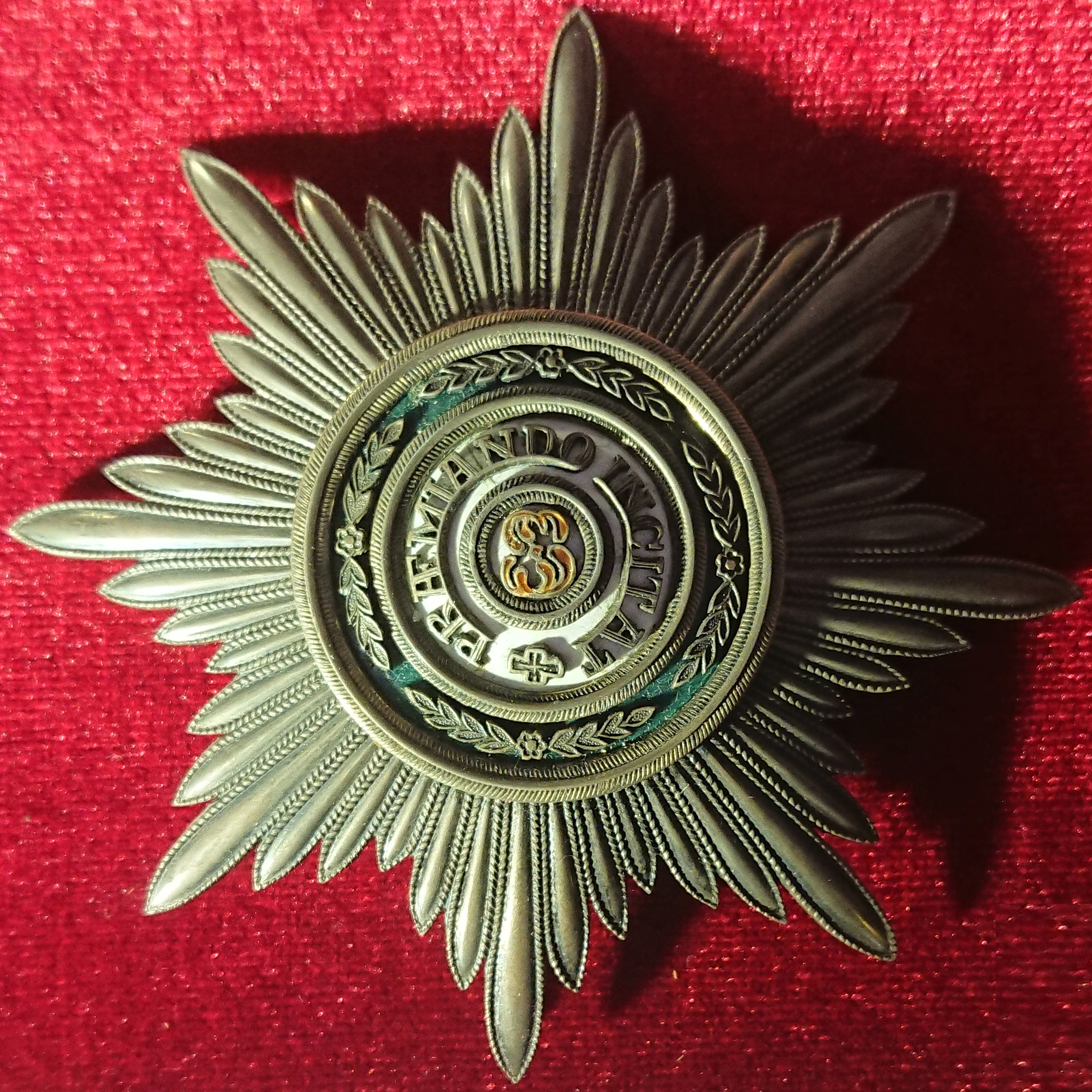
Звезда ордена Святого Станислава
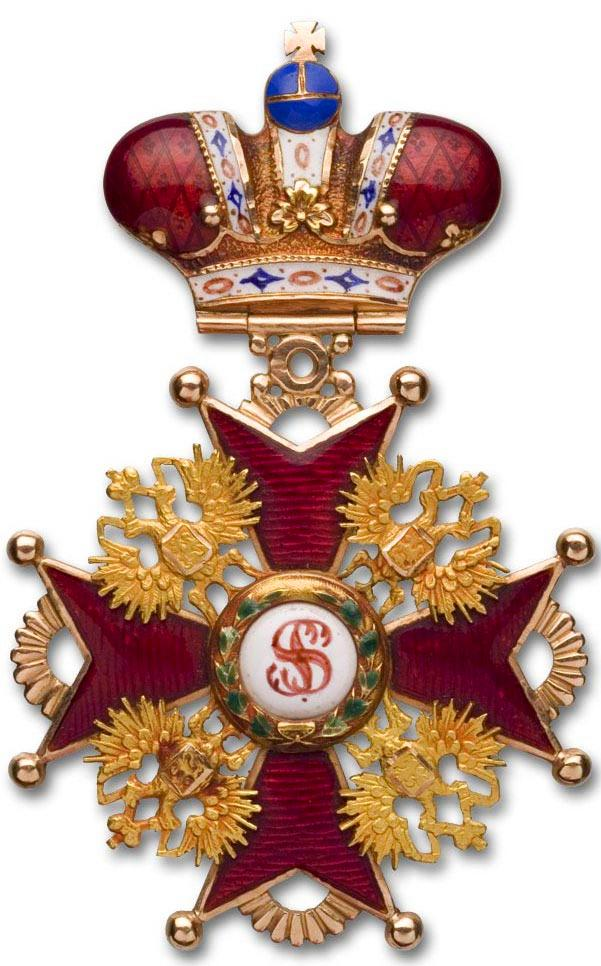
Знак Императорского и Царского Ордена Св. Станислава 2-й ст. с императорской короной
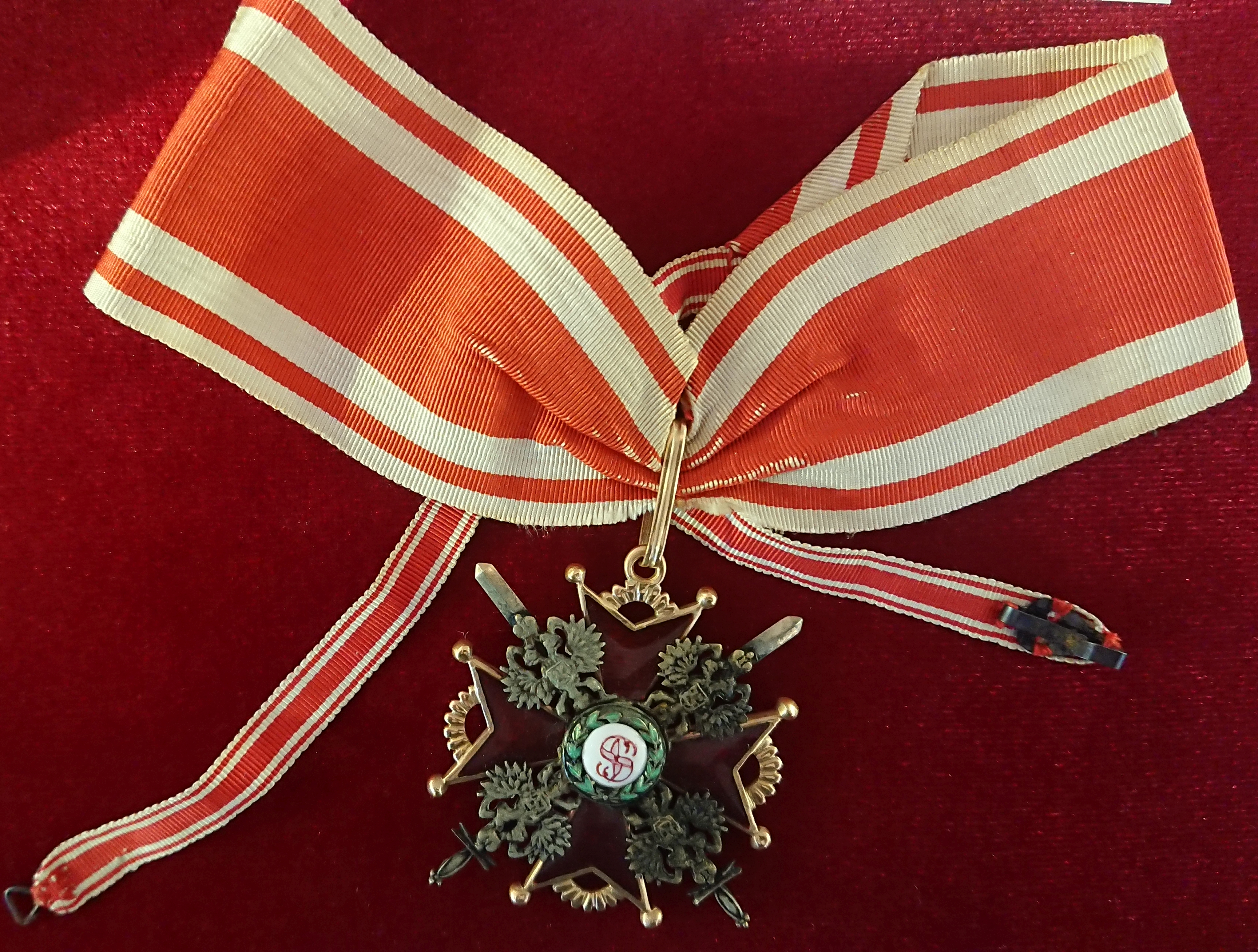
Знак ордена Святого Станислава II степени с мечами
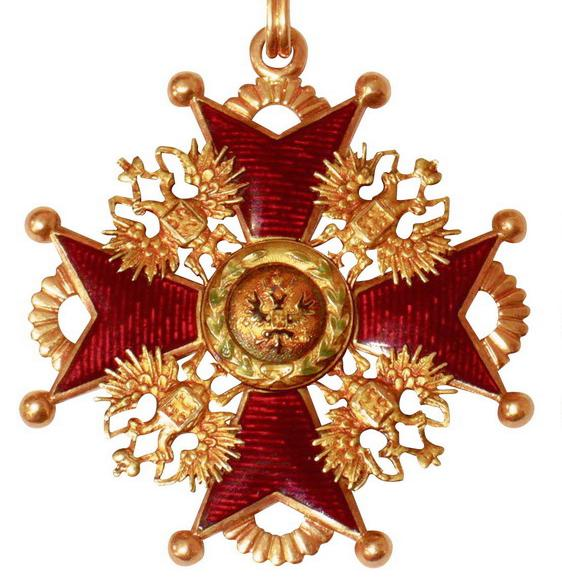
Знак Императорского и Царского Ордена Св. Станислава 2-й степени, с императорским орлом (для не христиан)

## Число награждённых
- Первая степень — около 20 000.
- Вторая степень — около 92 000.
- Третья степень — более 752 000.

Только в период Русско-японской войны было выдано 37 475 орденов Святого Станислава, в том числе:
- 84 награды 1-й ст. с мечами (1 для нехристиан), 823 без мечей (15 для нехристиан),
- 5 391 знак 2-й ст. с мечами (272 для нехристиан), 6 122 знака 2-й ст. без мечей (143 для нехристиан),
- 11 312 знаков 3-й ст. с мечами (344 для нехристиан) и 12 620 знаков 3-й ст. без мечей (261 для нехристиан).